# 肉叶龙头草
肉叶龙头草（学名：Meehania faberi）为唇形科龙头草属下的一个种。种名faberi以19世纪来中国传教、收集植物的德国植物学家花之安（Ernst Faber, 1839-1899）的名字命名。